# Rectizele chinensis
Rectizele chinensis är en stekelart som beskrevs av He och Lou 1996. Rectizele chinensis ingår i släktet Rectizele och familjen bracksteklar. Inga underarter finns listade i Catalogue of Life.